# Kobayashi Eitaku

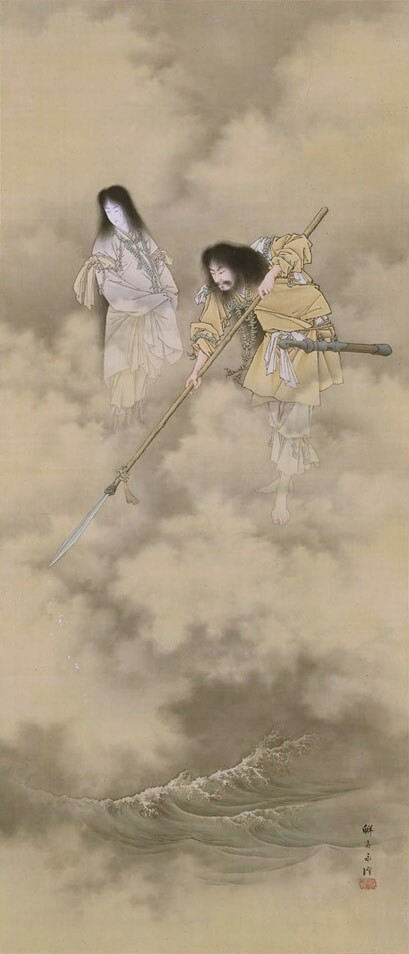
„Izanagi und Izanami schaffen die japanischen Inseln“, Seidenbild, Mitte 1880er Jahre

Kobayashi Eitaku (小林 永濯, * 22. April 1843 in Nihonbashi, Edo (heute Tōkyō); † 27. Mai 1890) war ein japanischer Ukiyo-e-Künstler und Nihonga-Maler, der in der Übergangszeit von der Edo-Zeit zur Meiji-Zeit tätig war. Er firmierte auch mit dem Künstlernamen Sensai Eitaku (鮮斎永濯).

## Leben
Kobayashi Eitaku war ein Schüler von Kanō Eitoku (狩野永悳) aus der Nakabashi-Schule des Kanō-Stils. Sein bürgerlicher Name war Hidejirō, weitere Künstlernamen neben Eitaku waren Eiyaku, Eizui, Kadō, Eishū, Mugyo und Baikadō.
Er wurde in Nihonbashi-Uogashi als Sohn des Fischhändlers Miuraya Kichisaburō geboren. Mit 13 Jahren (1855) trat er in die Kanō-Schule ein und wurde von Kanō Eitoku unterrichtet, der ihm den Künstlernamen Eitaku verlieh. Eine geplante Adoption durch den Hofmaler Ishii Eimin des Han-Gutes Hikone zerschlug sich 1860 durch das Attentat am Sakuradamon-Tor. Später wurde er vorübergehend von einem anderen Kanō-Maler, Kanō Eishū aus Himeji, adoptiert.
1864 zog er sich aus dem offiziellen Dienst zurück und eröffnete ein Atelier in Nihonbashi. Um 1870 wandte er sich der Ukiyo-e-Malerei zu, nachdem er für einen Druck über den Hyakki Yagyō (百鬼夜行, dt. „Nächtliche Prozession von 100 Geistern“, 1776) eine Skizze beigesteuert hatte – ein Vorgang, der im Kanō-Stil eigentlich verboten war. Kawanabe Kyōsai unterstützte ihn in dieser Übergangszeit, und laut Iijima Kyoshin war Eitaku einer seiner wenigen engen Malerfreunde.

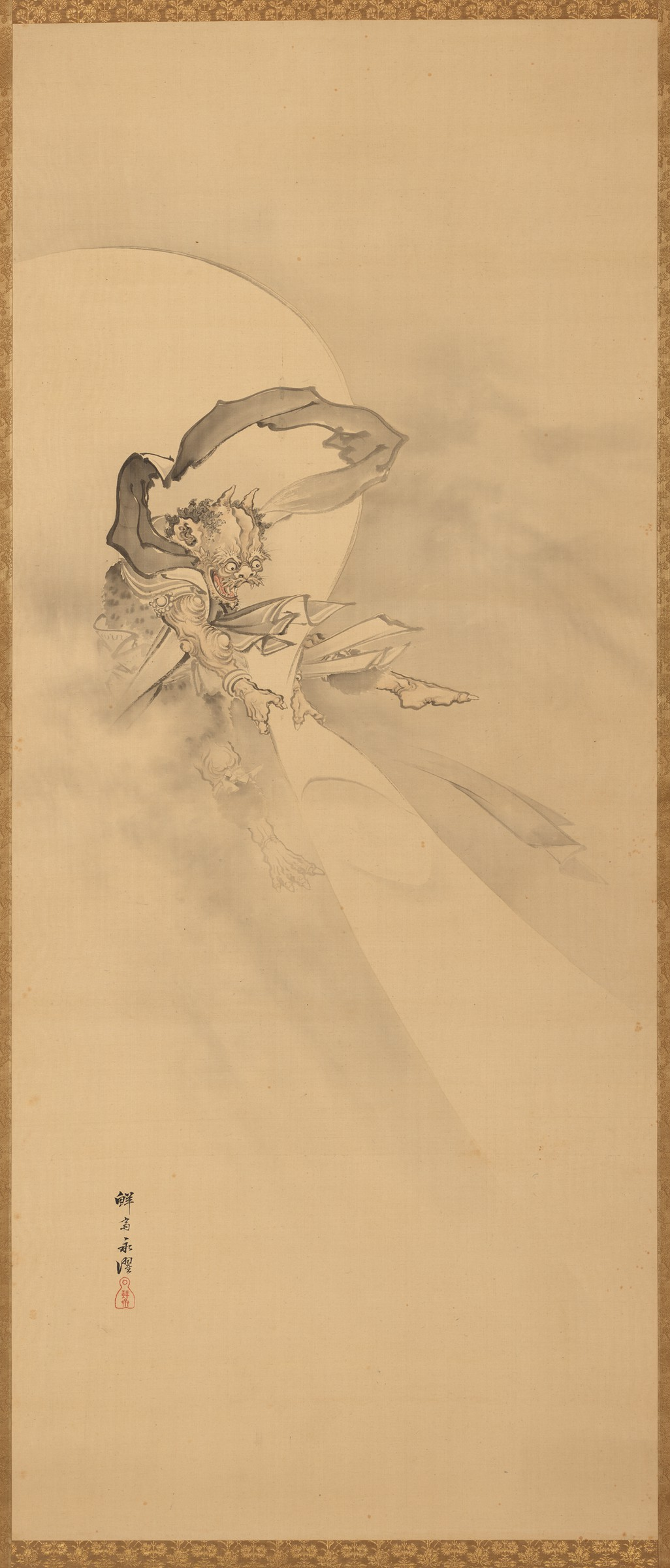
Kobayashi Eitaku, Windgott, Seidenbild, spätes 19. Jahrhundert

Er pflegte Kontakte zu zahlreichen Künstlern der Zeit, darunter besonders Tsukioka Yoshitoshi, von dem er auch die Technik des Entwurfs von Druckvorlagen erlernte. 1872 unternahmen die beiden eine Reise nach Kōfu.
Ab 1874 war Eitaku als Buchillustrator tätig, u. a. für das christentumskritische Werk „Yaso ichidai benmōki“ (耶蘇一代弁妄記,„Widerlegung der Irrtümer über das Leben Jesu“, 1874) und für „Giretsu kaiten hyakushu“ (義烈回天百首, „Hundert Gedichte erhabener Tugend zur Erneuerung des Himmels“, 1874) sowie „Kindai hōkoku hyakunin isshu“ (近代報国百人一首, „Hundert patriotische Gedichte der Moderne“, 1875). Bei einer 1876 veranstalteten Ausstellung im Restaurant Nakamurarō in Ryōgoku wurde er in der Presse als der führende Ukiyo-e-Künstler Tōkyōs bezeichnet. Dort stellte er auch gemeinsam mit Takahashi Yūichi, Yokoyama Matsusaburō, Morisumi Isona und dem Engländer Charles Wirgman aus.
1877 illustrierte er das Werk „Shōgaku nyūmon kyōju zukai“ (小学入門教授図解, „Illustrierte Anleitung zum Grundschulunterricht“, 1877), das sich mit neuen Unterrichtsmethoden im Rahmen der modernen Bildungsreform beschäftigte.

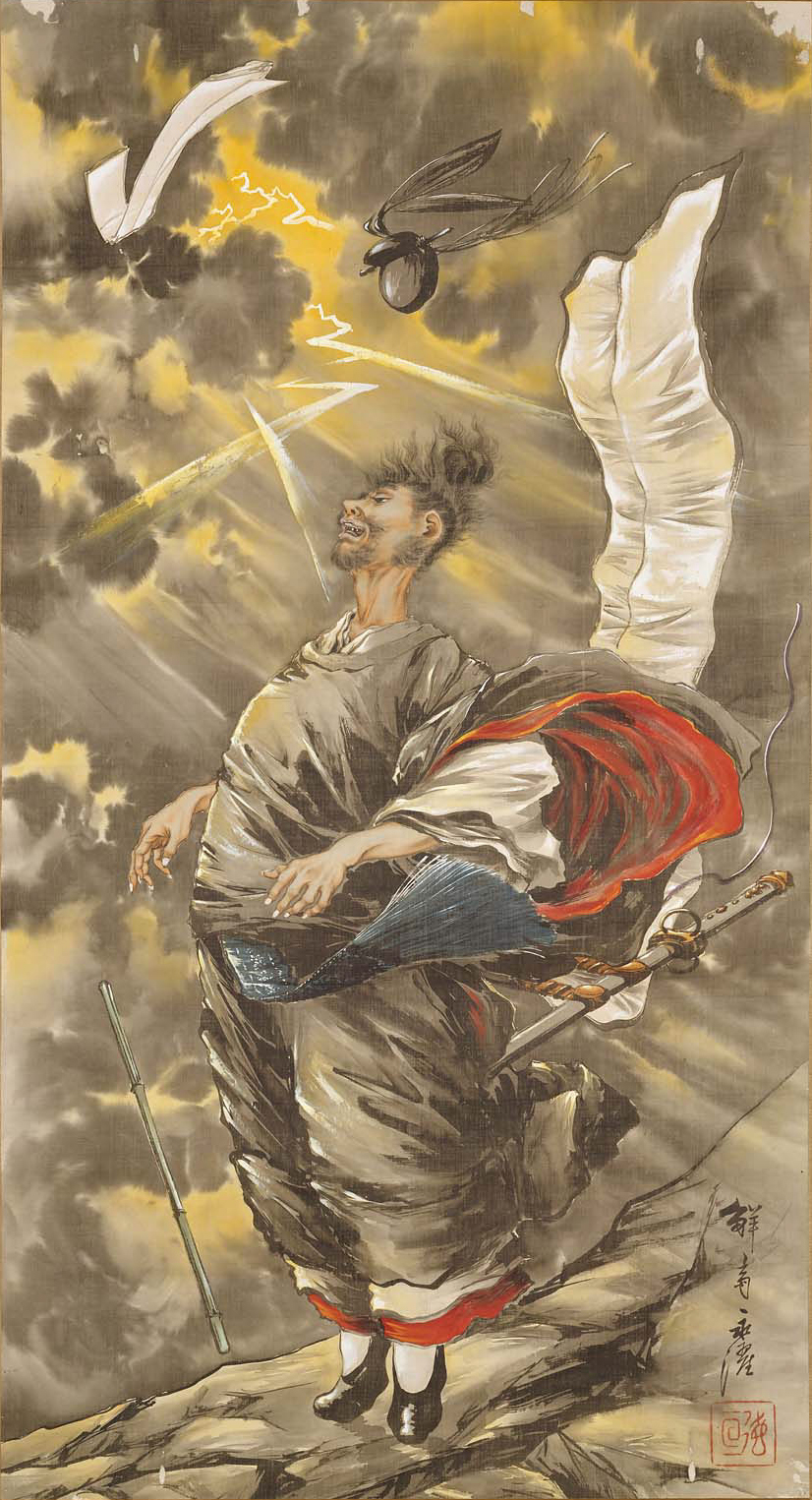
Kobayashi Eitaku, Sugawara no Michizane betet auf dem Berg Tenpai, 1880

Er fertigte auch Kriegsbilder zur Satsuma-Rebellion an sowie weitere Illustrationen für Zeitungen und Bücher. Zu seinen größeren Werken gehören das 1884 erschienene Skizzenbuch „Sensai Eitaku gafu“ (鮮斎永濯画譜, „Bildalbum des Sensai Eitaku“), die Serie „Eitaku manga“ (永濯漫画, ab 1885), sowie diverse Bilderalben und Einzelwerke. Bei der ersten Nationalen Industrieausstellung 1877 wurde sein Bild mit Amaterasu, Susanoo und Jimmu Tennō ausgezeichnet. Auch bei der ersten Ausstellung der „Kangakai“ erhielt er 1885 einen ersten Preis für sein Werk „Mönch Yūten sieht Fudō Myōō im Traum“.

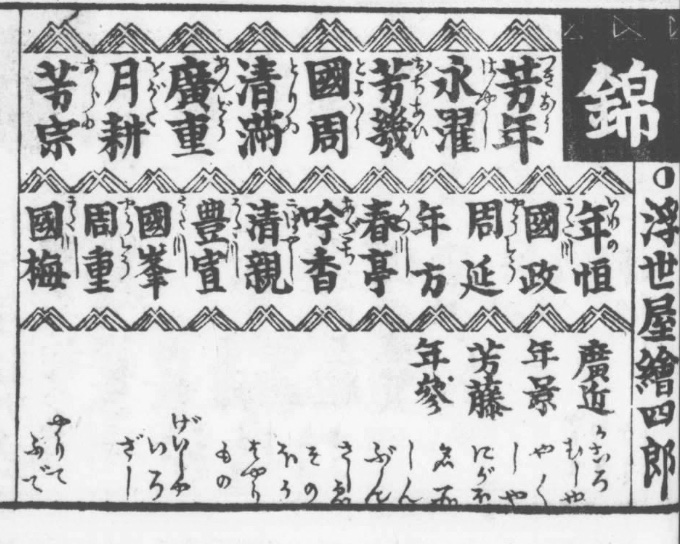
"A Detailed Guide to Tokyo Fashions and Trends" – Tōkyō Ryūkō Saikenki (東京流行細見記) 1885, p. 16

Im Juli 1885 wurde er im Künstlerverzeichnis des Tōkyō Ryūkō Saikenki (東京流行細見記) unter 23 Ukiyo-e-Künstlern an zweiter Stelle nach Tsukioka Yoshitoshi genannt.
1887 malte er gemeinsam mit Yoshitoshi auf große Laternen im Shin-Yoshiwara. Im 1889 gegründeten Illustrationsmagazin Fūzoku Gahō war er regelmäßig vertreten.
Seine Werke zeigen, dass er die strengen Vorlagen der Kanō-Schule überwand und sich die freieren Techniken der Ming-Malerei, der westlichen Perspektive und der Fotografie aneignete. Damit schuf er detailreiche und stilvolle Werke mit eigenständiger Bildsprache.
Eitaku starb 1890 an Tuberkulose in seinem Haus in Mukōjima-Kōme. Er wurde 48 Jahre alt. Sein Grab befindet sich im Tempel Shōbō-ji in Setagaya.
Zu seinen Schülern gehörten sein Adoptivsohn Kobayashi Eikō, Tomioka Eizen, Murata Eikyo und Fujishima Eiryū. 1902 wurde ihm zu Ehren ein Gedenkstein im Hof des Kameido-Tenjin-Schreins errichtet. Seine Werke wurden bereits zu Lebzeiten von westlichen Sammlern geschätzt, viele befinden sich heute in Museen außerhalb Japans.

## Werke (Auswahl)

### Bedeutende Werke
- „Sugawara no Michizane betet auf dem Berg Tenpai“ – Darstellung des Augenblicks, in dem Sugawara no Michizane auf dem Tenpai-Berg zum Gott der Gelehrsamkeit wird. Sammlung: Museum of Fine Arts, Boston. Die dramatische Inszenierung weist westliche Maltechniken auf und könnte als Werbeplakat für eine Theateraufführung am Harukiza im April 1883 gedient haben (siehe Abbildung).

### Farbholzschnitte (Nishiki-e)
- „Kakushu shinbun zukai“ (1874)
- „Shōgaku nyūmon kyōju zukai“ (1877)[2]
- „Kagoshima kikun no uchi“
- „Kagoshima shinpō – Taharazaka gekisen no zu“ (Triptychon zur Satsuma-Rebellion)
- Beiträge für die „Yokohama Mainichi Shinbun“

### Handgemalte Werke
Zahlreiche Gemälde auf Seide oder Papier, z. B.:
- „Katō Kiyomasa als Krieger“ (1871, Myōhō-ji, Tokio)
- „Mythenbild“ (板橋区立美術館)
- „Geliebte mit Katze“ (Tokyo National Museum)
- „Bōrei des Okiku“ (Fukuoka Art Museum)
- „Sieben Götter des Glücks“ (Museum of Fine Arts, Boston)